# Eunice afra
Eunice afra är en ringmaskart som beskrevs av Peters 1855. Eunice afra ingår i släktet Eunice och familjen Eunicidae. Inga underarter finns listade i Catalogue of Life.